# Stachys macrostachys
Stachys macrostachys là một loài thực vật có hoa trong họ Hoa môi. Loài này được (Wender.) Briq. miêu tả khoa học đầu tiên năm 1896.